# Philadelphia Soul
Philadelphia Soul – drużyna halowego futbolu amerykańskiego z siedzibą w mieście Filadelfia w stanie Pensylwania. Drużyna została założona w 2004 roku i występuje w zawodowej lidze Arena Football League. Największym osiągnięciem zespołu jest zdobycie mistrzostwa ligi AFL w 2008 roku. Większościowym właścicielem zespołu jest piosenkarz Jon Bon Jovi.